# Juegos Olímpicos de Moscú 1980
Los Juegos Olímpicos de Moscú 1980, oficialmente conocidos como los Juegos de la XXII Olimpiada, fueron celebrados en Moscú, capital de la Unión Soviética, entre el 19 de julio y el 3 de agosto de 1980. La candidatura fue lanzada a último momento y Moscú ganó la elección por 39 votos contra 20 que recibió Los Ángeles en la Sesión del Comité Olímpico Internacional en Viena.
Las olimpiadas de Moscú se recuerdan por la división del mundo olímpico. Participaron 5179 atletas (4064 hombres y 1115 mujeres) de 80 países, compitiendo en 21 deportes y 204 especialidades.
En estos juegos, el concepto de mascota de los Juegos Olímpicos se popularizó con Misha.

## Financiamiento de los Juegos
Según el reporte oficial presentado por el Comité Olímpico Internacional, la cifra total de gastos en la organización y preparación de los Juegos Olímpicos de 1980 alcanzó los 862,7 millones de rublos, mientras que los ingresos totalizaron 744,8 millones de rublos, dejando un déficit total de 117,9 millones de rublos. Contrario a lo que ocurría en los juegos siguientes, en los que la ciudad de Los Ángeles obtendría una ganancia de 200 millones de dólares, convirtiéndose en uno de los juegos económicamente más exitosos de la historia.
Para obtener fondos adicionales para la competencia, el Comité Organizador organizó sorteos olímpicos. Los ingresos de las loterías cubrieron el 25 % del costo de la celebración de la competencia

### Proceso de selección
Solo dos ciudades se postularon para albergar los Juegos Olímpicos XXII: Moscú y Los Ángeles. Moscú fue la mejor opción el 23 de octubre de 1974 en la 75.ª sesión del COI realizada en Viena, Austria.
| XXII edición Juegos Olímpicos de 1980                                             | XXII edición Juegos Olímpicos de 1980 | XXII edición Juegos Olímpicos de 1980 | XXII edición Juegos Olímpicos de 1980 | XXII edición Juegos Olímpicos de 1980 | XXII edición Juegos Olímpicos de 1980 | XXII edición Juegos Olímpicos de 1980 |
| --------------------------------------------------------------------------------- | ------------------------------------- | ------------------------------------- | ------------------------------------- | ------------------------------------- | ------------------------------------- | ------------------------------------- |
| 75.º Sesión del Comité Olímpico Internacional Viena, Viena, 23 de octubre de 1974 |                                       |                                       |                                       |                                       |                                       |                                       |
| Ciudad                                                                            | Ciudad                                | País                                  | Votación                              | Votación                              | Votación                              | Votación                              |
| Bandera de la Unión Soviética                                                     | Moscú                                 | URSS                                  | 39                                    |                                       |                                       |                                       |
| Bandera de Estados Unidos                                                         | Los Ángeles                           | EUA                                   | 20                                    |                                       |                                       |                                       |

## Antorcha olímpica

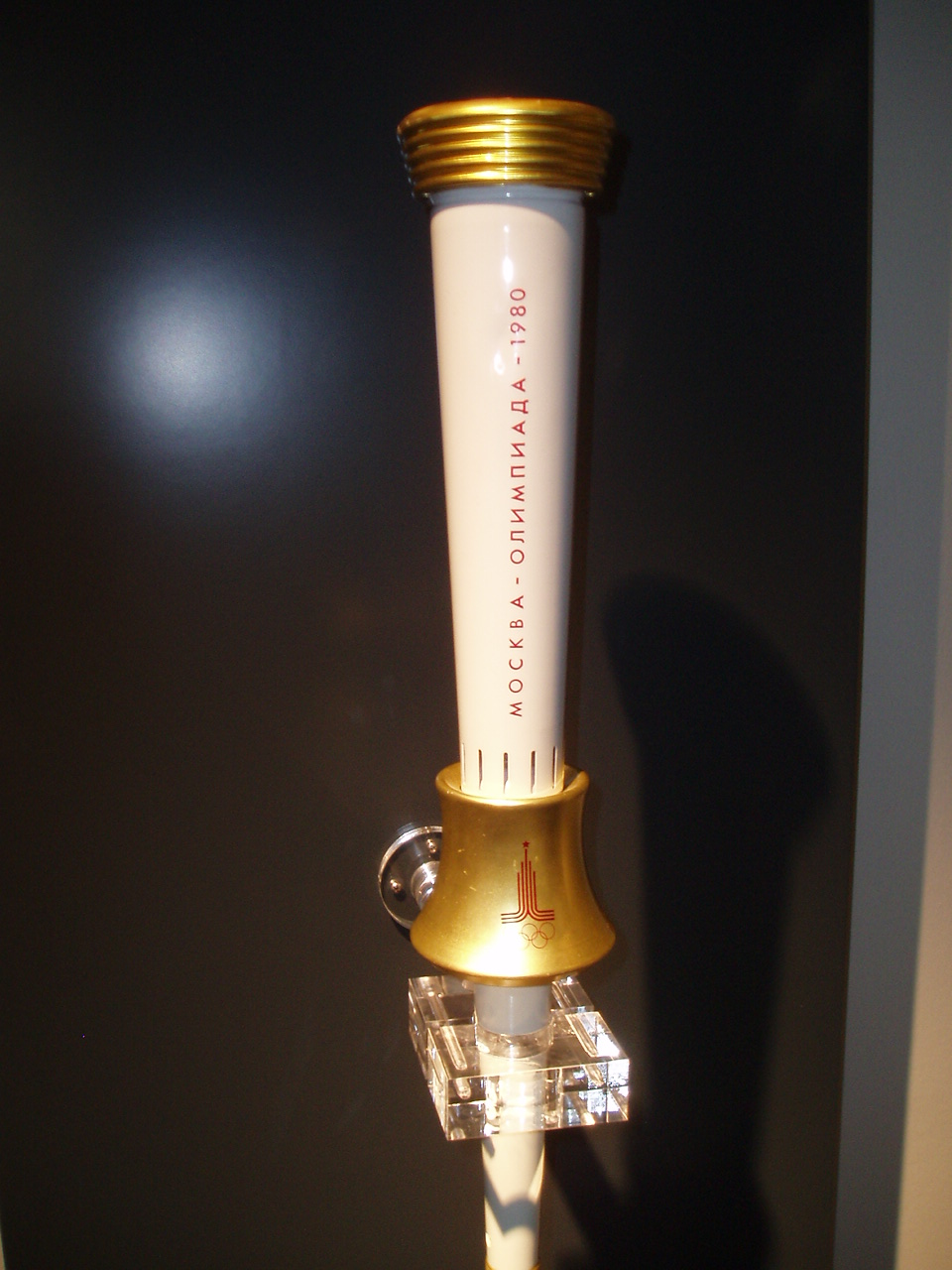
Antorcha Olímpica Moscú 1980

Del 19 de junio al 19 de julio de 1980, 5000 relevistas llevaron la antorcha olímpica en un recorrido de 4915 kilómetros que siguió, a grandes rasgos, la siguiente ruta:
- Grecia: Olimpia, Atenas, Larisa, Tesalónica.
- Bulgaria: Sofía, Plovdiv, Pleven.
- Rumanía: Bucarest, Bacău.
- Unión Soviética: Chisináu, Kiev, Bélgorod, Oriol, Tula, Moscú.

Relevos secundarios llevaron la llama olímpica a las subsedes en Minsk, Tallin, Leningrado y Kiev.

## La ceremonia de apertura

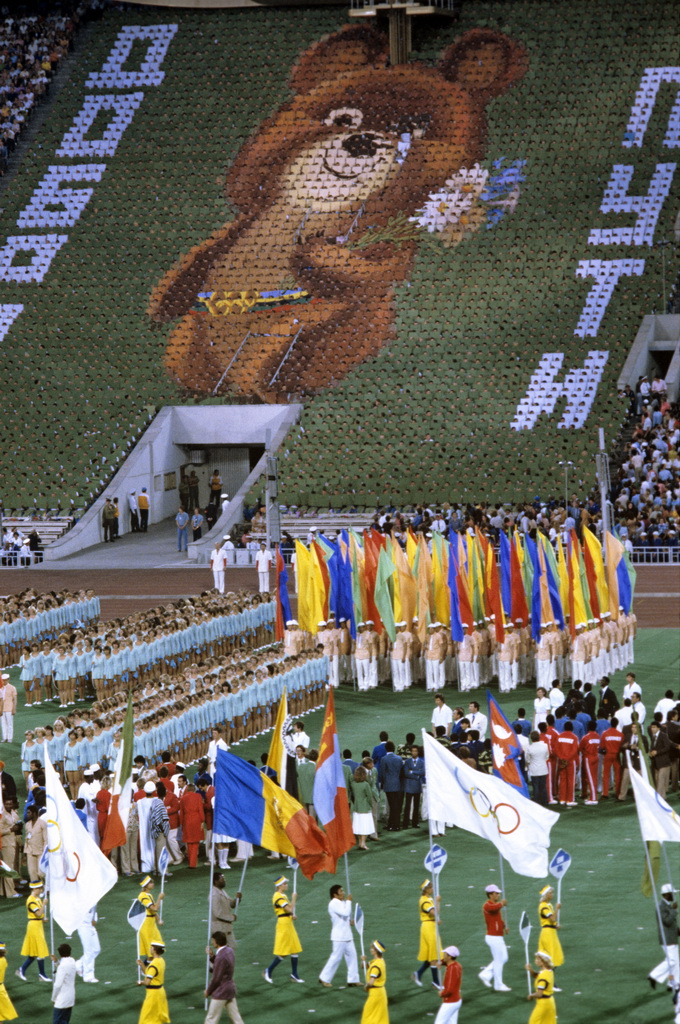
Ceremonia de clausura con Misha en el fondo.

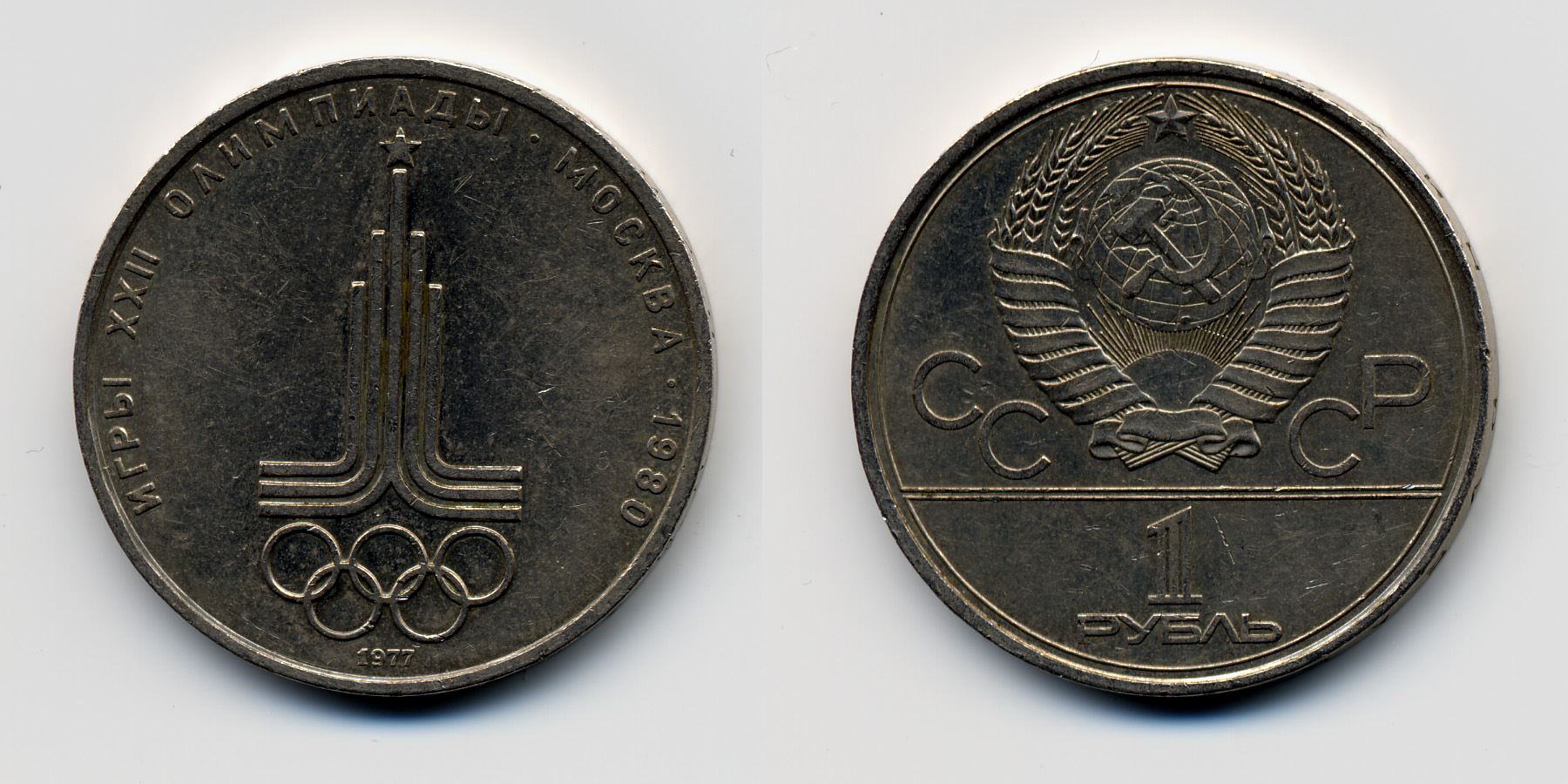
Moneda conmemorativa de 1 rublo de los Juegos Olímpicos de Moscú 1980.

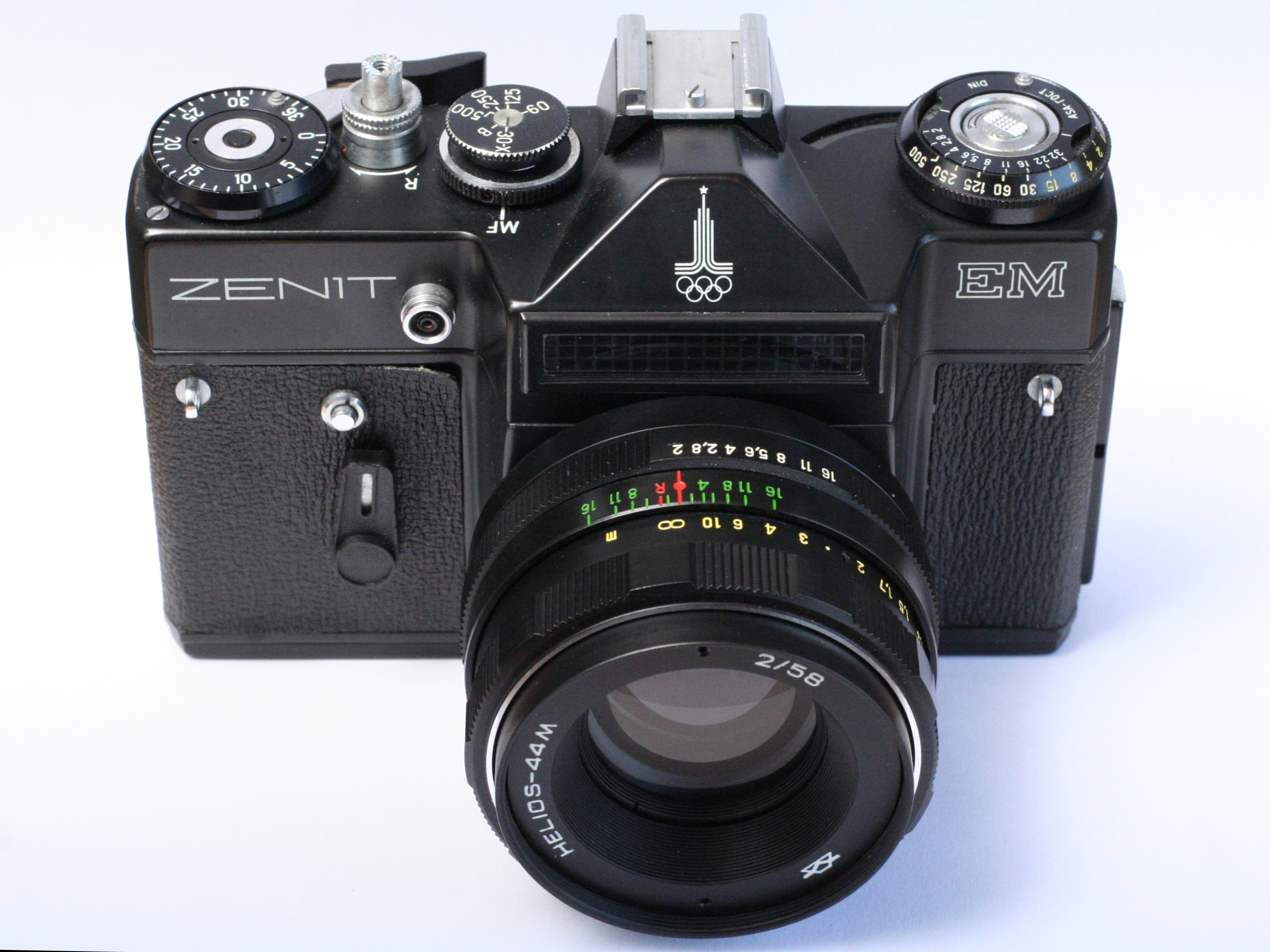
Zenit EM y Helios-44M 2/58 de 1978 Edición Conmemorativa Juegos Olímpicos de Moscú 1980

La ceremonia de apertura de los XXII Juegos Olímpicos comenzó aproximadamente a las 16:00 (hora de Moscú) el 19 de julio de 1980 en el Estadio Central Lenin. Las principales figuras de la Unión Soviética participaron, como el presidente del Presídium del Sóviet Supremo de la URSS, Leonid Ilich Brézhnev, quien personalmente abrió los Juegos.
La ceremonia de inauguración fue muy larga: duró más de cinco horas y comenzó con las campanadas tradicionales del reloj Kremlin. Luego fue tocada la «Fanfarria de Moscú», compuesta por el músico y compositor soviético A. Golovin. Más tarde, el líder soviético Brežnev se unió al estadio, acompañado por el himno nacional de la Unión Soviética. Siguió un desfile de carros griegos seguido de banderas rojas con el símbolo de los Juegos Olímpicos de Moscú. Luego comenzó el tradicional desfile de las naciones (que siguió el alfabeto cirílico), con la delegación de Grecia entrando primera y última la de la Unión Soviética. Después del desfile, hubo un mensaje de bienvenida del presidente del Comité Olímpico organizador, Ignati Novikov, y un discurso del presidente del Comité Olímpico Internacional, lord Killanin. Al final, Brézhnev anunció oficialmente la apertura de los XXII Juegos Olímpicos de la Era Moderna.
La tradición de la bandera canadiense, anfitriona de los Juegos Olímpicos anteriores, del alcalde de Montreal, Jean Drapeau, el presidente del CIO Killanin, y luego el primer secretario del PCUS Moscú Gorkom Viktor Grishin. Luego vino el izamiento de la bandera olímpica mientras se tocaba el himno olímpico soviético. Luego vino el último jugador, Serguéi Belov, miembro de la selección de baloncesto de la Unión Soviética, con la antorcha olímpica en la mano. El juramento olímpico —realizado por el gimnasta Nikolai Andrianov— fue seguido del juramento de los jueces, declarado por el árbitro de la pelea Alexander Medved.
Después de la liberación de los atletas comenzaron las actuaciones artísticas: comenzó con el ballet La Amistad de los Pueblos, una serie de bailes tradicionales de las 15 repúblicas soviéticas y, posteriormente, se realizó una muestra de gimnasia. Se usaron los instrumentos clásicos de dicha disciplina, como la cinta, la pelota y el caballo con asas. La celebración culminó con el espectáculo del alegre baile de Misha: docenas de artistas vistieron el traje de la Misha, la mascota de los Juegos Olímpicos de Moscú, que realizó una serie de alegres ballets en el estadio. Luego hubo gimnasios soviéticos para niños. Luego hubo cinco pilares humanos en la configuración de los anillos olímpicos, como si para implicar la humanidad de los deportes olímpicos y no solo eso. ¡La final vio a los artistas que ya habían actuado durante la ceremonia de apertura para ingresar al estadio en el fondo de la banda sonora de los Juegos Olímpicos de Moscú en Moscú (Старт даёт Москва!, ¡Moscú da el comienzo!). Se lanzaron globos de colores y el guionista mostró en este momento el logo olímpico de Moscú 1980.

## La ceremonia de clausura
La ceremonia de clausura de los XXII Juegos Olímpicos tuvo lugar a partir de las 19:30 (hora de Moscú) el 3 de agosto de 1980 en el Estadio Central Lenin. El presidente del Presídium del Sóviet Supremo de la URSS, Leonid Brézhnev y el presidente del COI Killanin tomaron parte, como lo hicieron para la ceremonia de apertura. Fue muy similar a la ceremonia de apertura y de hecho comenzó de la misma manera con las campanas canónicas del reloj del Kremlin. Más tarde, la Fanfarria de Moscú fue interpretada, por el músico y compositor soviético Golovin. Luego vinieron las banderas rojas con el emblema de los Juegos Olímpicos de Moscú, junto con mariscales y guardianes. Más tarde fue el turno de los atletas que se juntaron en el estadio, así como de los gimnastas y otros artistas que realizaron las ceremonias de clausura y las ceremonias de apertura. Luego vino el himno nacional griego y el himno nacional soviético. La bandera de la ciudad de Los Ángeles (y no la bandera de EE. UU.). Fue entregada al presidente del COI sobre el trasfondo del antecedente olímpico, no de los Estados Unidos: estas fueron las únicas referencias claras al triste fenómeno del boicot en todas partes durante los Juegos Olímpicos. También hubo el tradicional discurso de clausura del presidente del COI, Lord Killanin, en inglés. Cerró los juegos y aconsejó a los jóvenes del mundo que "vuelvan cuatro años más tarde en Los Ángeles". También hubo la retirada de la bandera olímpica y la entonación del himno olímpico (en griego, en lugar de en ruso) que se realizaron en el mismo arreglo de la ceremonia de apertura 15 días antes.

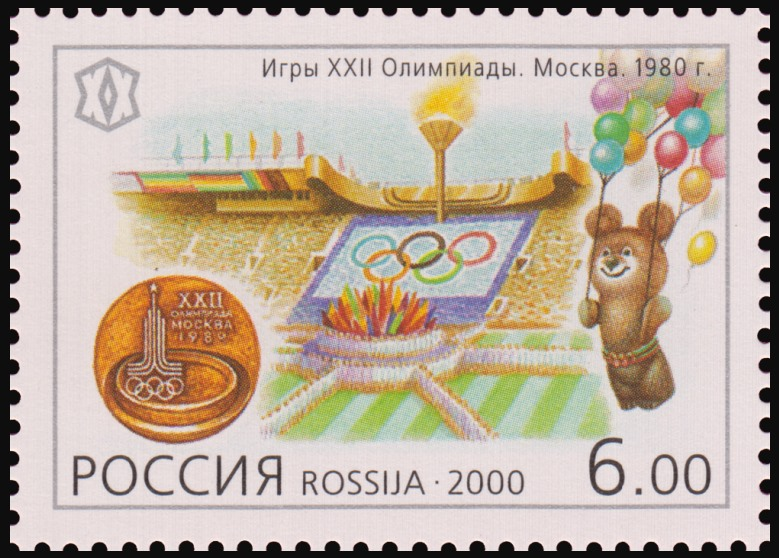
Misha lanzado al cielo. Sello postal de Rusia, 2000

La bandera olímpica salió del escenario en las notas del Himno a la alegría de Beethoven y acompañado de fuegos artificiales. Luego, atletas, mariscales, espadachines multicolores y gimnastas salieron como una marioneta de Misha llorando al final de Olimpia. Luego comenzaron las presentaciones artísticas. Hubo un pequeño concierto de las bandas militares del Distrito Militar de Moscú, las Fuerzas Armadas de la URSS, conducido por el director general del Servicio de Música del Servicio de Fuerzas Armadas, el general Nikolai Mikhaliov. Como de costumbre, también hubo las actuaciones tradicionales de gimnastas, acróbatas y bailarines de ballet, que finalmente formaron un marco humano gigante (con gimnastas dispuestas como el chasis, y acróbatas y bailarines dentro). Luego apareció la gigantesca matrioske, las muñecas de madera rusas clásicas. Hubo entonces un ballet de artistas que representaban a algunos de los grupos étnicos de los pueblos de la Unión Soviética. La Gran Final fue increíble: la cabeza de Misha apareció en la pantalla del estadio mientras su gigantesca efigie, montada en globos, entró en escena acompañada de la canción final Despedida, Moscú (en ruso: До свиданья, Москва Do svidanya, Moskva). La efigie de Misha fue lanzada al cielo. Más tarde, los fuegos artificiales iluminaron el cielo nocturno, y los bailarines realizaron danzas populares improvisadas acompañadas por la canción Stage of My Dreams (en ruso: Стадион моей мечты, moyey mechti Stadium); finalmente hubo los saludos definitivos y la salida general del estadio.[cita requerida]

### Misha, la mascota de los Juegos Olímpicos
Misha (en ruso: Миша) es el nombre del adorno imaginario diseñado por el ilustrador Víctor Chižikov que fue elegido como mascota para el evento. En ruso Misha es un diminutivo del nombre masculino Mijaíl, el oso también es una figura muy popular en Rusia, donde está presente en muchas fábulas y leyendas populares.
Misha fue la primera mascota de un evento deportivo en convertirse en un fenómeno comercial en poco tiempo. De hecho, las muñecas, peluches, tazas, recuerdos, cómics e incluso una serie animada producida en Japón se inspiraron en ella. Por lo tanto, podemos considerar a Misha como la primera mascota moderna para luego inspirar a otras mascotas de futuros eventos deportivos.
En 1977, el Comité Organizador Olímpico convocó un concurso para elegir una idea que podría ser una mascota hipotética olímpica. Los jueces eligieron el trabajo del diseñador Víctor Chižikov: el diseño representaba a un cachorro sonriente con un oso azul-negro-amarillo-verde-rojo (colores de los anillos olímpicos) y un cinturón con una hebilla dorada de cinco hebillas anillos. El oso llamado Misha fue confirmado como mascota oficial el 19 de diciembre de 1977. Durante la ceremonia de clausura de los XXII Juegos Olímpicos, apareció una marioneta de Misha con una lágrima en el ojo; Sostuvo un par de globos en la mano y finalmente lo soltaron y lo llevaron lejos del estadio. Unas horas más tarde, aterrizó en Vorobyovy Gory y luego exhibió durante algunos años en vitrinas y ferias.

## Boicot estadounidense

Países que boicotearon los Juegos Olímpicos de Moscú.

En estos juegos influyó notablemente la situación política del momento. Moscú era la capital de la Unión Soviética, el país más grande del mundo y una de las dos potencias mundiales tanto en términos económicos, como políticos y militares. El socialismo era la oposición al capitalismo, y los estados socialistas y capitalistas llevaban enfrentados varias décadas en la denominada Guerra Fría.
Estados Unidos, argumentando que la presencia militar soviética en Afganistán (a raíz de la guerra civil) era una invasión y violaba el derecho internacional, decidió no asistir a los juegos solo seis meses antes de que comenzaran. El presidente estadounidense, Jimmy Carter, amenazó con revocar el pasaporte a cualquier atleta estadounidense que intentara ir.
A esta decisión se sumaron varios de sus aliados, como Alemania Occidental, Canadá, Argentina, Chile, Japón, Turquía y Noruega. Algunos países aliados de Estados Unidos, como el Reino Unido y Australia, dieron libertad a sus atletas, quienes compitieron bajo la bandera olímpica. La República Popular China, enemistada con la Unión Soviética, tampoco concurrió a los Juegos de Moscú. Del total de 66 estados que se abstuvieron de participar, el Comité Olímpico Internacional estima que entre 45 y 50 lo hicieron por plegarse a la iniciativa estadounidense.
Los países que boicotearon los juegos fueron: Albania, Alemania Occidental, Antigua y Barbuda, Antillas Neerlandesas, Arabia Saudita, Argentina, Bahamas, Bangladés, Barbados, Baréin, Belice, Bermudas, Bolivia, Canadá, Catar, Chad, Chile, China, China Taipéi, Corea del Sur, Costa de Marfil, Egipto, El Salvador, Emiratos Árabes Unidos, Estados Unidos, Filipinas, Fiyi, Gabón, Gambia, Ghana, Haití, Honduras, Hong Kong, Indonesia, Irán, Islas Caimán, Islas Vírgenes de Estados Unidos, Israel, Japón, Kenia, Liberia (se unió al boicot después de la ceremonia inaugural), Liechtenstein, Malasia, Malaui, Marruecos, Mauricio, Mauritania, Mónaco, Níger, Noruega, Pakistán, Panamá, Papúa Nueva Guinea, Paraguay, República Centroafricana, Singapur, Somalia, Suazilandia, Sudán, Surinam, Tailandia, Togo, Túnez, Turquía, Uruguay y Zaire.

## Países participantes

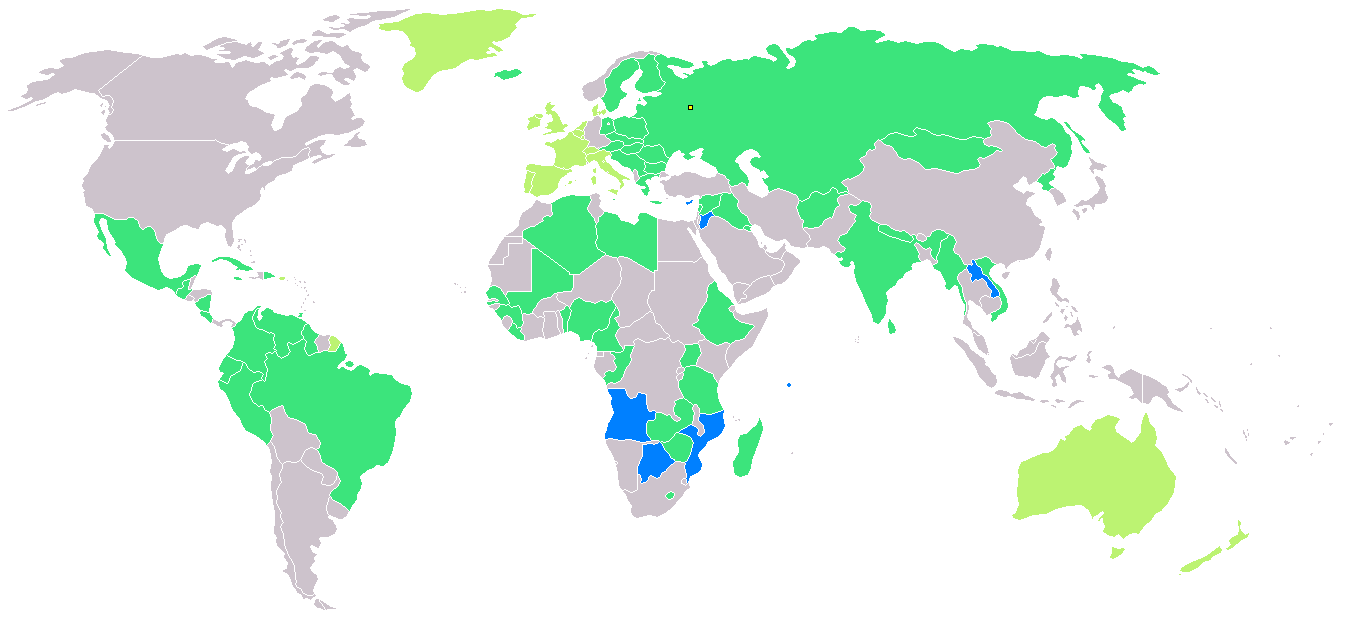
En verde y azul los estados participantes (azul para los debutantes), y en verde fosforescente los que compitieron apoyando el boicot.

En total solo 80 países participaron en los Juegos —la cifra más baja desde los Juegos Olímpicos de 1956—, lo que no impidió que se quebraran gran cantidad de récords, más incluso que en los anteriores Juegos de Montreal.
Estos fueron los países participantes en las olimpiadas de Moscú: Afganistán, Alemania Oriental, Andorra, Angola, Argelia, Australia, Austria, Bélgica, Benín, Birmania, Botsuana, Brasil, Bulgaria, Camerún, Checoslovaquia, Chipre, Colombia, Congo, Corea del Norte, Costa Rica, Cuba, Dinamarca, Ecuador, España, Etiopía, Finlandia, Francia, Reino Unido, Grecia, Guatemala, Guinea, Guyana, Hungría, India, Irak, Irlanda, Islandia, Italia, Jamaica, Jordania, Kuwait, Laos, Lesoto, Líbano, Liberia (se unió al boicot después de la ceremonia inaugural), Libia, Luxemburgo, Madagascar, Malí, Malta, México, Mongolia, Mozambique, Nepal, Nicaragua, Nigeria, Nueva Zelanda, Países Bajos, Perú, Polonia, Portugal, Puerto Rico, República Dominicana, Rumania, San Marino, Senegal, Seychelles, Sierra Leona, Siria, Sri Lanka, Suecia, Suiza, Tanzania, Trinidad y Tobago, Uganda, Unión Soviética, Venezuela, Vietnam, Yugoslavia, Zambia y Zimbabue.
Andorra, Australia, Bélgica, Dinamarca, España, Francia, Reino Unido, Irlanda, Italia, Luxemburgo, Nueva Zelanda, Países Bajos, Portugal, Puerto Rico, San Marino y Suiza apoyaron el boicot pero aun así estuvieron en los juegos, aunque bajo la bandera olímpica o bajo la bandera de su respectivo comité olímpico.

## Lugares olímpicos
Centro del estadio Lenin
- Estadio Olímpico Luzhnikí: ceremonias, atletismo, fútbol (final), paseos a caballo.
- Sala de deportes: voleibol
- Palacio de los deportes: gimnasia, judo.
- Pabellón deportivo multipropósito Druzhba: voleibol.

Centro deportivo Olympiiski
- Estadio Olimpiski: baloncesto, boxeo.
- Piscina olímpica: natación, buceo, waterpolo.

Complejo Deportivo CSKA Moscú:
- CSKA Athletics Center: Lucha libre.
- CSKA Football Centre: esgrima.
- Palais des sports: Baloncesto, pentatlón moderno.

Metropolitano de Moscú:
- Estadio Dinamo: fútbol.
- Deporte y estadio Young Pionners: Field Hockey.
- Palacio de deportes: balonmano.
- Cabalgatas: Cabalgatas, Pentatlón moderno.
- Sala de deportes Izmailovo: Halterofilia.
- Sokolniki Sports Palace: balonmano.
- Shooting Center Mytishchi: Disparos, pentatlón moderno.

Complejo Deportivo Krylatskoye:
- Cuenca Olímpica: canotaje, remo.
- Velódromo Olímpico: Ciclismo.
- Centro de tiro con arco: tiro con arco.

Sitios fuera de Moscú:
- Los partidos de la primera ronda del Torneo Olímpico de Fútbol se celebraron en el Estadio S.M. Kirov de Leningrado, en el Estadio Dinamo de Minsk, y en el Estadio Olímpico de Kiev.
- Las regatas de vela se llevaron a cabo en el centro náutico de Pirita, en Tallin (Estonia).

## Deportes
- Atletismo (38)
- Baloncesto (2)
- Balonmano (2)
- Boxeo (11)
- Ciclismo
  -  Ciclismo en pista (4)
  -  Ciclismo en ruta (2)
- Ecuestre
  -  Concurso completo (2)
  -  Doma clásica (2)
  -  Salto ecuestre (2)
- Esgrima (8)
- Fútbol (1)
- Gimnasia artística (14)
- Halterofilia (10)
- Hockey sobre césped (2)
- Judo (8)
- Lucha
  -  Lucha grecorromana (10)
  -  Lucha libre (10)
- Natación (26)
- Pentatlón moderno (2)
- Piragüismo en esprint (11)
- Remo (14)
- Saltos (4)
- Tiro (7)
- Tiro con arco (2)
- Vela (6)
- Voleibol (2)
- Waterpolo (1)

## Deportistas destacados
- Steve Ovett y Sebastian Coe (Reino Unido), estrellas del atletismo de medio fondo.
- Teófilo Stevenson (Cuba), oro en boxeo de peso pesado.

## Medallero
País organizador (Unión Soviética)
| Núm. | País                    | Oro | Plata | Bronce | Total |
| ---- | ----------------------- | --- | ----- | ------ | ----- |
| 1    | Unión Soviética (URS)   | 80  | 69    | 46     | 195   |
| 2    | Alemania Oriental (GDR) | 47  | 37    | 42     | 126   |
| 3    | Bulgaria (BUL)          | 8   | 16    | 17     | 41    |
| 4    | Cuba (CUB)              | 8   | 7     | 5      | 20    |
| 5    | Italia (ITA)            | 8   | 3     | 4      | 15    |
| 6    | Hungría (HUN)           | 7   | 10    | 15     | 32    |
| 7    | Rumania (ROU)           | 6   | 6     | 13     | 25    |
| 8    | Francia (FRA)           | 6   | 5     | 3      | 14    |
| 9    | Reino Unido (GBR)       | 5   | 7     | 9      | 21    |
| 10   | Polonia (POL)           | 3   | 14    | 15     | 32    |

## En los medios
- Esta Olimpíada fue motivo de varias películas. Se destaca Salve, deporte, eres la paz, del director Yuri Ozerov.